# Monumenti di Brugherio
I monumenti di Brugherio sono tre sculture dedicate rispettivamente ai Caduti, al Donatore di sangue e alla Pace, che si trovano in punti diversi del centro cittadino.

## Monumento ai Caduti

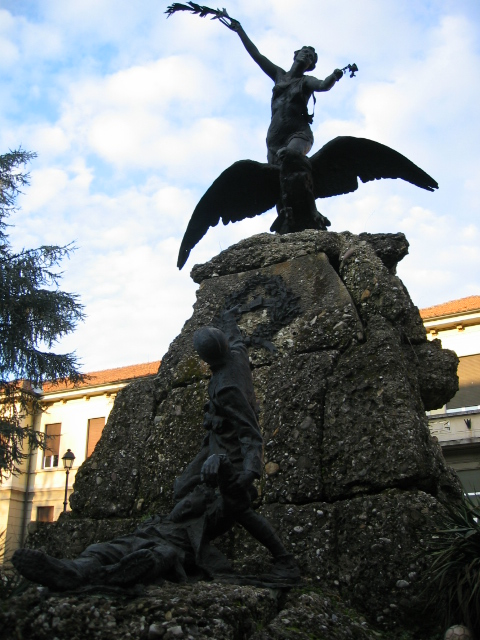
Un primo piano del Monumento ai Caduti.

Il Monumento ai Caduti è un complesso scultoreo in bronzo e pietra, realizzato nel 1933 da Ernesto Bazzaro, che si erge a Brugherio in via Vittorio Veneto, davanti alle Scuole elementari "Federico Sciviero". È stato voluto dal podestà, Ercole Balconi, per commemorare i soldati brugheresi caduti nella prima guerra mondiale.
È caratterizzato da una tensione drammatica, determinata dalla dicotomia gesticolare tra il complesso dei due soldati, posto ai piedi della roccia, e la Vittoria appoggiata ad un'aquila. A sua volta, la Vittoria è una figura protesa verso l'esterno e perciò dinamica. La medesima tensione si esprime infine nel gruppo dei due soldati: infatti mentre l'uno giace a terra immobile, ormai privo di vita, l'altro si allunga verso la dea che è in procinto di gettargli una rosa.

## Monumento al Donatore di sangue

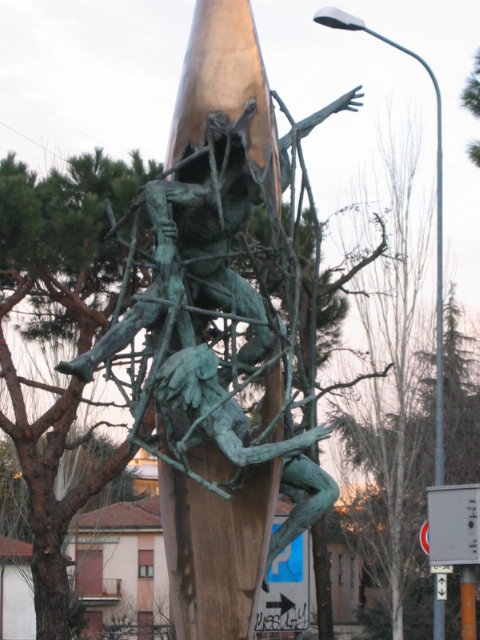
Un primo piano del Monumento al Donatore.

Il Monumento al Donatore di sangue è stato inaugurato il 4 giugno 1978, alla presenza del ministro Vittorino Colombo, per celebrare il ventennale della fondazione del gruppo AVIS di Brugherio.

Si trova in via Galvani, meglio nota come largo Donatori di sangue, ed è un'opera di Max Squillace.

La scultura misura quattro metri in altezza, due in larghezza e uno in profondità. È realizzata in bronzo e rappresenta la vita che sgorga da una goccia di sangue, a simboleggiare il tema della solidarietà. Alla base del monumento campeggia la scritta "Dopo non voltarti, gli occhi di chi ha bisogno ti troveranno ovunque".

## Monumento alla Pace

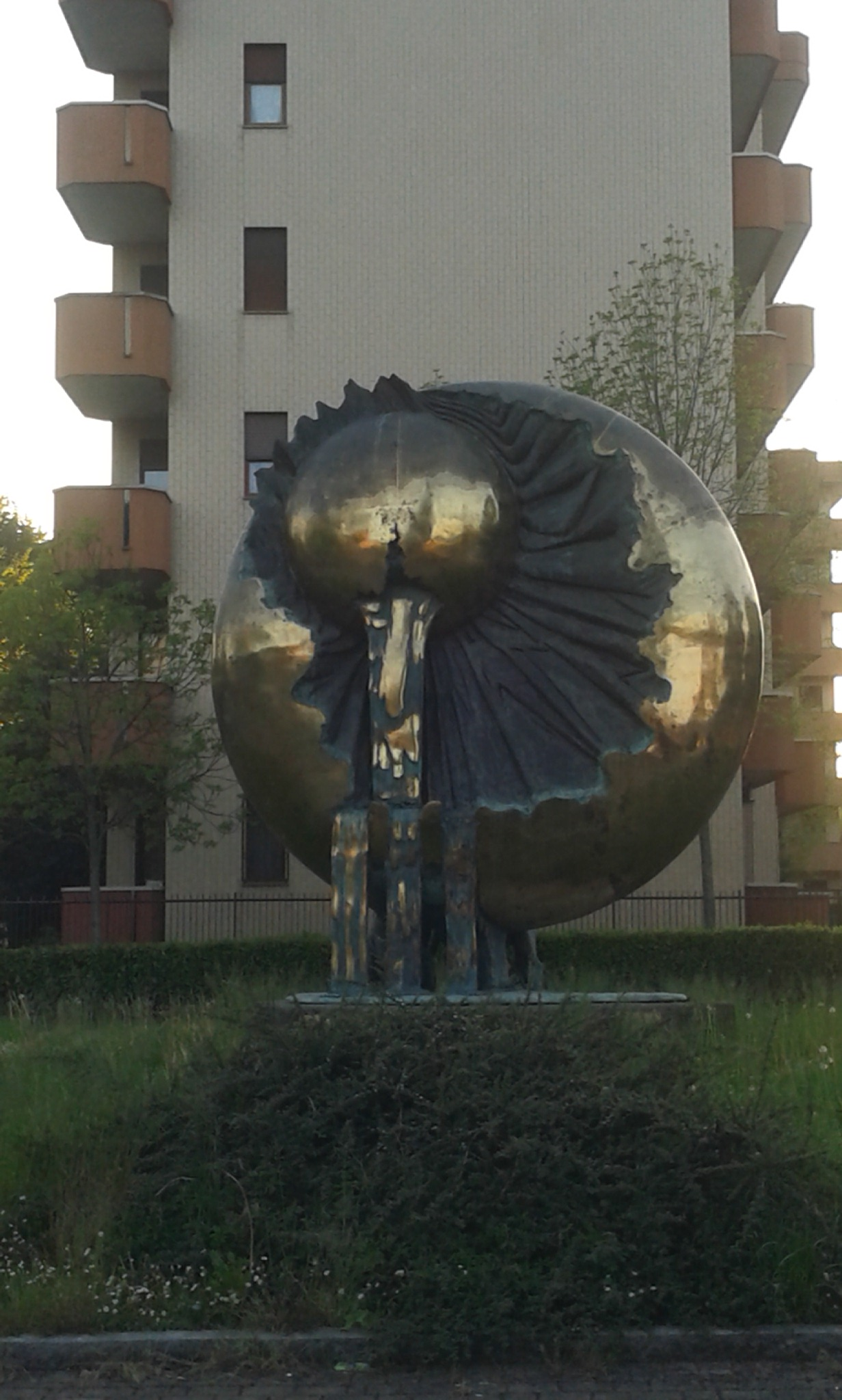
Il Monumento alla Pace.

Il Monumento alla Pace è una scultura che si trova in piazza Giovanni XXIII a Brugherio. È stato realizzato da Max Squillace per volere dell'amministrazione comunale, che in quell'anno ha proclamato Brugherio "città per la pace". Si intitola Lo spirito di un luogo sereno.

L'inaugurazione è avvenuta il 23 novembre del 2003 ed è stato dedicato "a chi, in ogni parte del mondo, ha perso la vita in una missione di pace". In seguito agli attentati di Nāṣiriya è stato intitolato anche ai carabinieri deceduti in quella circostanza.

La sua collocazione nello spazio cittadino ha fatto piuttosto discutere, nei giorni immediatamente successivi all'inaugurazione, perché secondo molti l'imponenza dell'opera avrebbe meritato uno spazio più ampio in cui essere fruita.

Il monumento è infatti di notevoli dimensioni (quattro metri d'altezza, quattro e mezzo di larghezza e uno di profondità) e si presenta come un'enorme sfera che raffigura l'universo sovrastato dai pianeti. All'interno dell'universo, l'elemento dominante è il sole che fa nascere la vita. Da esso sgorga una fonte d'acqua. Nell'acqua pone le sue radici (conficcate profondamente nel terreno) un albero, che ascende con i rami verso il cielo.

L'opera è stata costruita in bronzo con la tecnica della cera persa.